# エストポリス伝記II
『エストポリス伝記II』（エストポリスでんきツー）は、1995年2月24日に日本のタイトーから発売されたスーパーファミコン用ロールプレイングゲーム。略称は「エストII」。
同社の『エストポリス伝記シリーズ』第2作目。シリーズ3部作として発表されたうちの2作目にあたる。第一作『エストポリス伝記』（1993年）の中の節々で語られていた英雄マキシムの“虚空島戦役”における人間と神々の戦いをストーリーとした作品で、ゲーム内の年表では「エストポリス伝記」から100年溯る時代を舞台としている。
開発は第一作と同じくネバーランドカンパニーが行い、ディレクター、シナリオは宮田正英。また、楽曲は塩生康範が担当している。欧米版『Lufia II』は4ヶ国語（英語、ドイツ語、スペイン語、オランダ語）に翻訳され発売された。
前作よりもキャラクターの動作の種類が増えている。木箱や壺を持ち上げて、それを持って歩く動作。柱やブロックを押す動作。引っぱるという動作はないが違う階に行くことで元に戻る。そして剣を振って草を斬ったり壁をおおっている草を払うことができる。これらの動作を利用した謎解きが多く用意されており、パズル的な要素も加わっている。
2003年には本作のダンジョンのみをゲーム化した携帯電話ゲームが配信された。2010年2月25日には、スクウェア・エニックスよりニンテンドーDS版『エストポリス』が発売。DS版は本作『II』のストーリーをベースとした大幅なリメイクで、3Dポリゴンを使用したアクションRPGに変貌を遂げた。

## ストーリー
ある夜、人々は北の空に向かって飛んで行く赤い光を目にする。ノースランドの辺境に位置する小さな田舎町エルシド。この町の青年マキシムはモンスターハンターを生業として平和に暮らしていた。しかし、エルシドと往来があるサンデルタンへの洞窟の扉が突如大量発生したモンスターによって閉ざされた。エルシドでモンスターと戦えるのはマキシムしかいないということもあり、マキシムが鍵を取り戻しに行く。
鍵を取り返し帰ろうとしたとき、アイリスと名乗る女性が現れ、この件や最近のモンスターの今までにない行動は赤い光の玉によって引き起こされ、この変化の波はやがて人類の存亡に関わる重大なものへと発展していくと、そしてマキシムはそれに対抗できる力を持っており、同じ力を持つ世界の仲間を見つけ、全人類を襲う強大な敵と戦う運命にあるのだと言う。マキシムは突然のことで解せないが、結局彼女の言うままに旅に出て行く…。

## 登場人物
マキシム
年齢：21歳 身長：178cm 体重：68kg
本作の主人公。エルシドの町でモンスターを倒すことを生業としている青年。戦いの宿命を背負っていると予言を告げられ、諸国を巡る冒険の旅に出る。
ティア
年齢：18歳 身長：162cm 体重：42kg
エルシドの町で武器屋を営む女性。マキシムに対して密かに思いを抱き、マキシムの旅立ちを聞いて一緒に旅をすることとなった。あるイベントにおいて、ティアという名前が「涙」の意味と自ら語る。
ガイ
年齢：24歳 身長：175cm 体重：70kg
辺境では一二を争う腕前といわれたタンベルの町に住む剣士。妹を誘拐されて一緒に救出に向かったことをきっかけに、マキシムたちと行動を共にするようになる。
セレナ
年齢：20歳 身長：167cm 体重：50kg
パーセライト王立軍指揮官を務め、剣の腕は王国No.1を誇る女性魔法剣士。剣の腕はマキシムと同等。国王に与えられた任務をマキシムたちと共に遂行することになり、当初は反発するも徐々にマキシムに惹かれていく。
ハイデッカ
年齢：26歳 身長：185cm 体重：75kg
バウンドキングダム王子の側近で、王国への忠誠も厚い自称「地上最強の男」。王子救出のためマキシムたちと協力する。凄まじい剣の達人ながらしばしば思慮が回らず、セレナいわく「バカ」ではあるが、傷心のティアを思いやる温かさも秘める。
レクサス
年齢：35歳 身長：165cm 体重：63kg
自称天才科学者。周囲から変人呼ばわりされつつもレクサス・シャイア研究所で研究を続けていた。船「エクセリオン号」製作における功労者の一人である。
アーティ
年齢：？歳 身長：170cm 体重：43kg
エルフの村エスエリクトに住むエルフ。人間とかかわることを避けていたが、村人がさらわれ、その救出でマキシムたちと行動を共にしたことがきっかけで仲間に加わる。
アイリス
名前以外、謎に包まれた女性。旅先に現れてはマキシムたちに謎めいた言葉を残していく。彼女との出会いがマキシムの旅立ちのきっかけとなる。
四狂神
本作の敵陣営。デュアルブレードが共鳴を始めたことで人類が神々の元を離れると考え、行動を開始した神々。
恐怖を司る神ディオス
四狂神の頂点に立つ男。本作のラストボス。
マキシムの波動を認める一方で格下と見ており、敗北した時は驚愕していた。
殺戮を司る神エリーヌ
ディオスに次ぐ地位にある女。死した神を復活させることができる。
敗北の際、マキシムの強さの根源が一人の女性のために命を懸けることだと理解するが、なぜそこまでできるのかまでは理解できなかった。
長い時間を得て彼女もまた「一人の女性のために命を懸ける男の強さ」を知ることとなる。
DS版では大幅に設定が変更された。
混沌を司る神アモン
ガデスと同格の男。
ガデスと比べるとクールだが激昂しやすいところがある。
破壊を司る神ガデス
最初に戦う神。マキシムの行く先々で現れる。最終決戦でも一番手として登場。
屈強な大男で好戦的。人間を弱者として見下している。
アレクディアス
神々を束ねる全知全能の絶対神。オープニングデモと名前のみ登場。

## アイテム
デュアルブレード
強大な力を秘めた神秘の剣。持つものの精神波動に呼応し共鳴することで行使者の潜在能力を飛躍的に高める。このデュアルブレードの共鳴から物語は始まった。

## 移植版
本作のダンジョンのひとつである「古の洞窟（いにしえのどうくつ）」の部分のみを独立したゲームとして移植した携帯電話アプリが3作配信されている。いずれも基本的な内容は共通だが、グラフィックやBGM、収録アイテムなどの量が異なる（『Light』が軽量版、『DX』が豪華版に相当）。
| No. | タイトル                        | 発売日         | 対応機種                        | 開発元   | 発売元   | メディア                                    | 型式 | 備考 | 出典        |
| --- | ------------------------------- | -------------- | ------------------------------- | -------- | -------- | ------------------------------------------- | ---- | ---- | ----------- |
| 1   | エストポリス伝記 いにしえの洞窟 | 2003年9月1日   | J-スカイ （Javaアプリ）         | タイトー | タイトー | ダウンロード （タイトーGameセレクションEX） | -    |      | [ 3 ] [ 4 ] |
| 2   | エストポリス伝記Light           | 2003年10月15日 | ボーダフォンライブ! （Vアプリ） | タイトー | タイトー | ダウンロード （タイトーGameセレクションEX） | -    |      | [ 5 ] [ 6 ] |
| 3   | エストポリス伝記DX              | 2003年12月17日 | ボーダフォンライブ! （Vアプリ） | タイトー | タイトー | ダウンロード （ウリキリゲーム♪タイトー）    | -    |      | [ 7 ]       |
| 4   | エストポリス伝記 古の洞窟       | 2004年3月23日  | FOMA900iシリーズ （iアプリ）    | タイトー | タイトー | ダウンロード （タイトーG@meパーク）         | -    |      | [ 8 ]       |
| 5   | エストポリス伝記DX 古の洞窟     | 2004年7月8日   | BREW対応機種 （EZアプリ）       | タイトー | タイトー | ダウンロード                                | -    |      |             |

## 音楽
サウンドトラック
- 『SCITRON 2000 SERIES エストポリス伝記Ⅱ』
ポニーキャニオンより1995年2月17日発売。CD２枚組(PCCB-00170)。
『エストポリス伝記II』のオリジナルサウンドトラック。ボーナストラック的に『エストポリス伝記』も収録[9]。CDレコーディング後にプログラムされた為に未収録[10]の曲が存在(「最終バトル」)。
- 『GAME SOUND LEGEND CONSUMER SERIES エストポリス伝記 サウンドトラック』
サイトロン・デジタルコンテンツより2006年1月18日発売。CD4枚組（SCDC-00486 - 9）。
『エストポリス伝記』、『エストポリス伝記II』、『エストポリス伝記 よみがえる伝説』のオリジナルサウンドトラック。ボーナストラックとして、『エストポリス伝記』の楽曲のアレンジバージョンが2曲収録されている[注釈 1]。
- 『エストポリス オリジナル・サウンドトラック』
スクウェア・エニックスより2010年3月3日発売。CD2枚組（SQEX-10187 - 8）。
リメイク版であるニンテンドーDS版『エストポリス』のオリジナルサウンドトラックに加え、新規アレンジトラック14曲とドラマCD（6話分）を収録。
- 『エストポリス伝記I・II -SUPER Rom Cassette Disc In TAITO Vol.1-』
シティコネクションのレーベル・クラリスディスクより2017年10月25日発売。CD3枚組（CDST-10053）。
『エストポリス伝記』、『エストポリス伝記II』のオリジナルサウンドトラック。2作品からの収録楽曲は上記『GAME SOUND LEGEND』と同じ（アレンジバージョンは未収録）だが、すべて新規デジタル録音で再録されており、『I』の楽曲がDISC 1、『II』がDISC 2・3に振り分けられ、2ループ収録。

## スタッフ
- シナリオ、ディレクター：宮田正英
- メイン・プログラマー：すずきあきひろ
- バトル・プログラマー：永見卓也
- キャンプ・プログラマー：わたなべきよちか
- XLIONエンジニア：受田直之
- カジノ・プログラマー：しらぬいあすか
- 音楽、効果音：塩生康範
- モンスター・デザイナー：まつもとともなり
- ダンジョン・デザイナー：すぎうらさみち
- キャラクター・デザイナー、マジック・エフェクト：くるがみ龍
- シティ・デザイナー：すずきたけひと
- マップ・コンストラクター：みやさかたかし
- トリック・コンストラクター：受田直之、わたなべきよちか、しらぬいあすか、すずきあきひろ、Say.M
- バトル・システム：しらぬいあすか、まつもとともなり
- プログラム・ディレクター：高田誠
- イメージ・イラスト：安藤謙次
- サイトロン・アンド・アート：大野善寛、あんどうふゆき

## 評価
ゲーム誌『ファミコン通信』の「クロスレビュー」では7・8・7・8の合計30点（満40点）でシルバー殿堂を獲得、『ファミリーコンピュータMagazine』の読者投票による「ゲーム通信簿」での評価は以下の通り、22.7点（満30点）となっている。また、1998年に刊行されたゲーム誌『超絶 大技林 '98年春版』（徳間書店）では、ダンジョンの仕掛けやキャラクターのアクションが豊富であるとして肯定的に評価された。
| 項目 | キャラクタ | 音楽 | お買得度 | 操作性 | 熱中度 | オリジナリティ | 総合 |
| 得点 | 3.8        | 3.6  | 3.8      | 3.8    | 3.9    | 3.7            | 22.7 |

## 関連商品
攻略本
- 『エストポリス伝記II 必勝攻略法』 （スーパーファミコン完璧攻略シリーズ 99）
双葉社より1995年4月1日発売（ISBN 4-575-28432-7）。編：ファイティングスタジオ。